# Palacete de veraneio do Barão de Beberibe
O Palacete de veraneio do Barão de Beberibe, também conhecido como Palacete Beberibe, é um casarão histórico localizado na cidade do Recife, capital do estado brasileiro de Pernambuco. Desde 1940, abriga o Museu do Estado de Pernambuco (MEPE).

## História
O palacete do século XIX foi casa de verão de Francisco Antônio de Oliveira, o negociante, banqueiro e traficante de escravos Barão de Beberibe, tornando-se depois residência de seu filho, Augusto Frederico. Em princípios do século XX, foi adquirido por Julius von Söhsten, grande exportador de açúcar do Recife distinguido Cavaleiro da Ordem de Orange-Nassau.
Nos jardins e terraços do casarão, há grifos, zuavos e outras esculturas em ferro e mármore.